# Doraegopis euboeicus
Doraegopis euboeicus is een slakkensoort uit de familie van de Zonitidae. De wetenschappelijke naam van de soort is voor het eerst geldig gepubliceerd in 1988 door Bank & Menkhorst.